# Salvatore Lanzafame
Salvatore Lanzafame, detto Turi (Acireale, 8 luglio 1933 – Catania, 10 febbraio 2009), è stato un cestista e pallanuotista italiano.
Ha giocato nella massima serie di pallanuoto con il CUS Catania e ha anche esordito in Nazionale italiana.

## Carriera

### Pallacanestro
Ha fatto la trafila delle giovanili di pallacanestro nella sezione catanese del Centro Sportivo Italiano, con cui ha partecipato alle finali nazionali a Roma, Reggio Emilia e Cremona. Gioca poi in prima squadra in Prima Divisione e Serie C. Dopo una pausa per dedicarsi al rugby, Lanzafame gioca per un altro biennio alla Grifone Catania, con cui disputa due campionati di Promozione.

### Pallanuoto
Dopo aver lasciato il basket, Turi Lanzafame si dedica alla pallanuoto. Gioca vari campionati con il CUS Catania, con cui viene promosso in Serie A e vince i Campionati Nazionali Universitari. Disputa anche una gara con la Nazionale italiana, contro la Nazionale francese. Ha giocato anche con la Mestrina, vincendo il campionato di Serie C.